# Экзотоксины
Экзотоксины —  вещества, вырабатываемые грамположительными и  грамотрицательными бактериями и выделяемые ими в окружающую среду; белки с молекулярной массой 10–900 кДа  . Оказывают токсическое воздействие на организм человека, нарушают процессы в клетке, а именно: повышают проницаемость мембран, блокируют синтез белка, нарушают взаимодействия между клетками. Обычно экзотоксины являются неустойчивыми, быстро теряют свою активность под действием тепла, света и химических веществ, но сохраняют иммуногенное свойство. Именно действием экзотоксина обусловлена клиника многих инфекционных заболеваний. Экзотоксины вырабатываются, например, бактериями-возбудителями ботулизма, дифтерии, газовой гангрены,  столбняка и другими микроорганизмами грамположительной микрофлоры.
Экзотоксины обладают более выраженной по сравнению с эндотоксинами ядовитостью. Минимальная смертельная доза неочищенного дифтерийного токсина для морской свинки — 0,016 мг/кг  , столбнячного — 0,005 мг, ботулинического — 0,0001мг. Активность очищенных токсинов в несколько раз выше. Экзотоксины термолабильны: большинство из них разрушается при температуре 60–80 °С в течение 10–20 мин.
Представляют собой белки. По действию на клетки различают
- цитотоксины
- мембранотоксины
- функциональные блокаторы
- эксфолианты
- эритрогемины

По нахождению в бактериальной клетке делятся на классы
- А — токсины, выделяемые во внешнюю среду;
- В — токсины, частично выделяемые и частично находящиеся в бактерии;
- С — токсины, не выделяемые в среду до разрушения бактериальной клетки.